# Patto d'amicizia
Il patto d'amicizia è un accordo stipulato tra due città, popoli o paesi per testimoniare un avvicinamento. Spesso prefigura un gemellaggio, un accordo di cooperazione, un aiuto reciproco, un riconoscimento o persino un'alleanza.

## Descrizione
Frequenti tra i comuni, i patti di amicizia e/o di cooperazione hanno lo scopo aiutare ad aumentare gli scambi di tipo, culturale, sociale, economici e sportivi. L'interscambio può anche aiutare nella gestione del comune. Tra popoli e/o stati, è soprattutto un gesto di riavvicinamento politico, culturale, ma anche simbolo di fiducia e perdono.